# Nunam Iqua
Nunam Iqua es una ciudad ubicada en el Área censal de Wade Hampton en el estado estadounidense de Alaska. En el Censo de 2010 tenía una población de 187 habitantes y una densidad poblacional de 3,91 personas por km².

## Geografía
Nunam Iqua se encuentra en las coordenadas 62°30′24″N 164°54′1″O / 62.50667, -164.90028. Según la Oficina del Censo de los Estados Unidos, Nunam Iqua tiene una superficie total de 47.87 km², de la cual 31.42 km² corresponden a tierra firme y (34.36%) 16.45 km² es agua.

## Demografía
Según el censo de 2010, había 187 personas residiendo en Nunam Iqua. La densidad de población era de 3,91 hab./km². De los 187 habitantes, Nunam Iqua estaba compuesto por el 5.88% blancos, el 0% eran afroamericanos, el 91.44% eran amerindios, el 1.07% eran asiáticos, el 0% eran isleños del Pacífico, el 0% eran de otras razas y el 1.6% pertenecían a dos o más razas. Del total de la población el 0% eran hispanos o latinos de cualquier raza.